# 正戦論

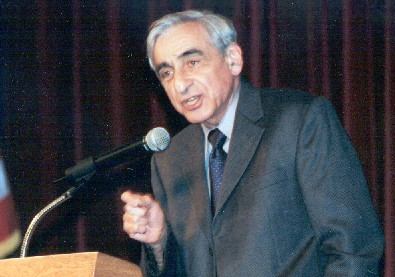
マイケル・ウォルツァー（2002年11月18日撮影）

正戦論（せいせんろん、英語: Just War もしくは Just War Theory）とは、ローマ哲学とカトリックに起源をもつ、軍事に関する倫理上の原則・理論。西ヨーロッパにおいては「正しい戦争」「正しくない戦争」を区別することで、戦争の惨禍を制限することを目指して理論構築がなされた。正しい戦争論とも。
聖戦とは概念が重なる場面もあるが、多くは別枠で論じられる。
本項は西ヨーロッパ（西方教会圏）における正戦論について説明する。

## 西欧における正戦理論の展開

### 発祥と思想家の系譜

#### 古代ギリシャにおける正戦論
正戦という概念自体は古代ギリシャ世界にも通用していた。例えばヘラクレイトスによれば戦争肯定は次のようになされるものであり「戦争はすべてのものの父であり、王である。あるものを神として、他のものを人として表した。あるものを奴隷に、他のものを自由人にした」と、そしてアリストテレスはこの伝承に則って、古代ギリシャの正戦論を奴隷の問題に結び付けた。すなわち「戦争の術はその本性からして、ある意味において、獲得の術である。実際、狩の術もその一部である。これが獣と、従うために生まれ、それを拒む人に対して行われる場合には、そのような戦争は本性上正しい」（Politica I, 8, 1256b)。ここで言われている「従うために生まれた人」はギリシャ文明を享受していない未開人（バルバロイ）であり、「正戦」のためにアリストテレスは「自己防衛」「同盟者の保護」「未開人の奴隷化」の３条件を挙げた。そして同時に重要な警告を加え、好戦的な姿勢を育む国は戦争では勝利を収めるが、平和を組織化するすべを知らないので結局滅びてゆく（Politica VII, 1333b-1334a）とした。宗教改革以降、アリストテレスの正戦論はスペインによる中南米征服をはじめ、あらゆる植民地政策を正当化するために大いに利用されたが、中世西欧の正戦論には影響を与えなかった。キケロに対するアリストテレスの影響を強調する学説があるが、アリストテレスが正戦のために与えた３条件のうちキケロは最初の２つを挙げるが、ギリシャ的と思われる３番目については黙殺している。

#### 西ヨーロッパにおける正戦論

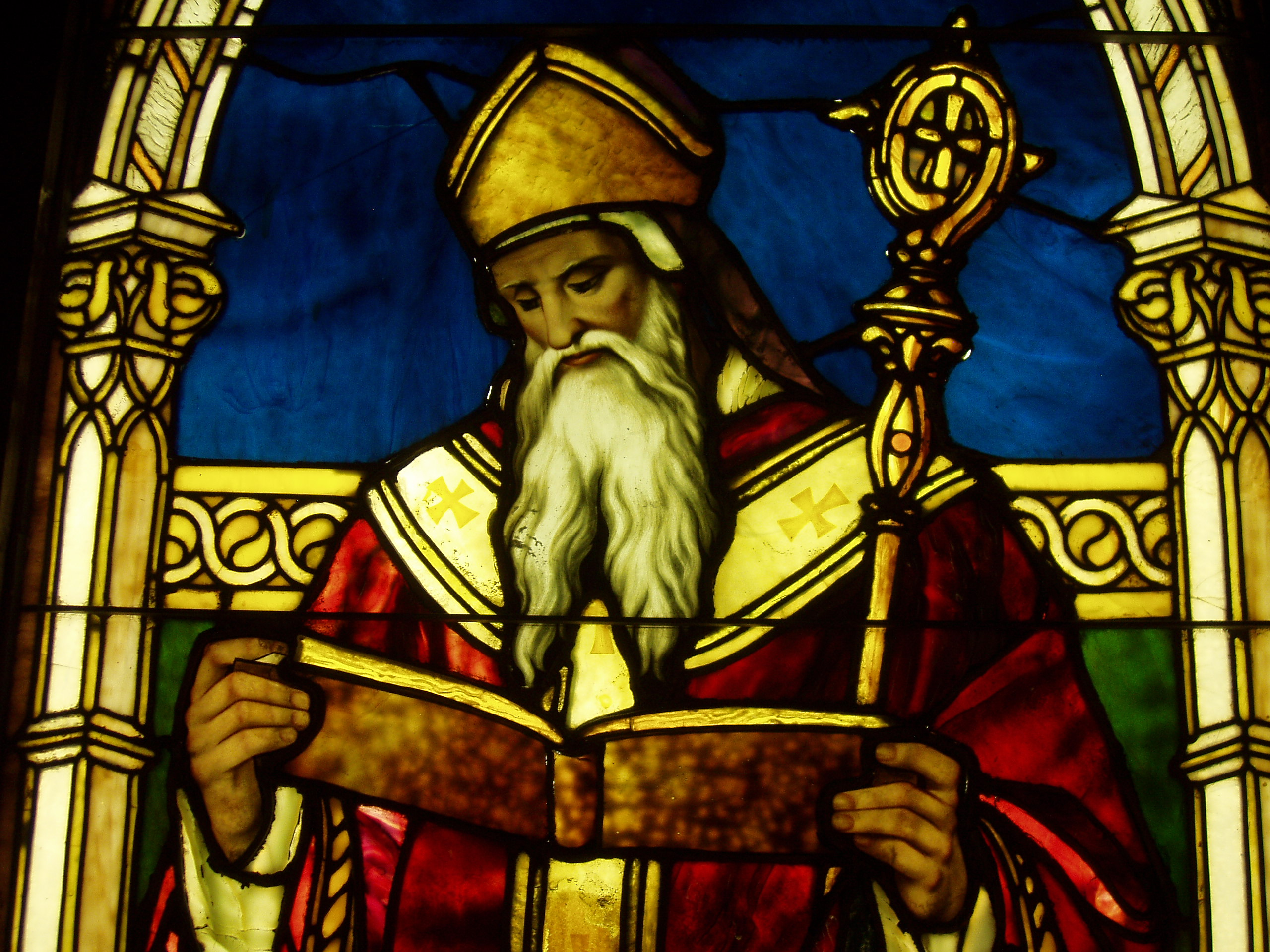
アウグスティヌス（ステンドグラス、作：L. C. ティファニー）

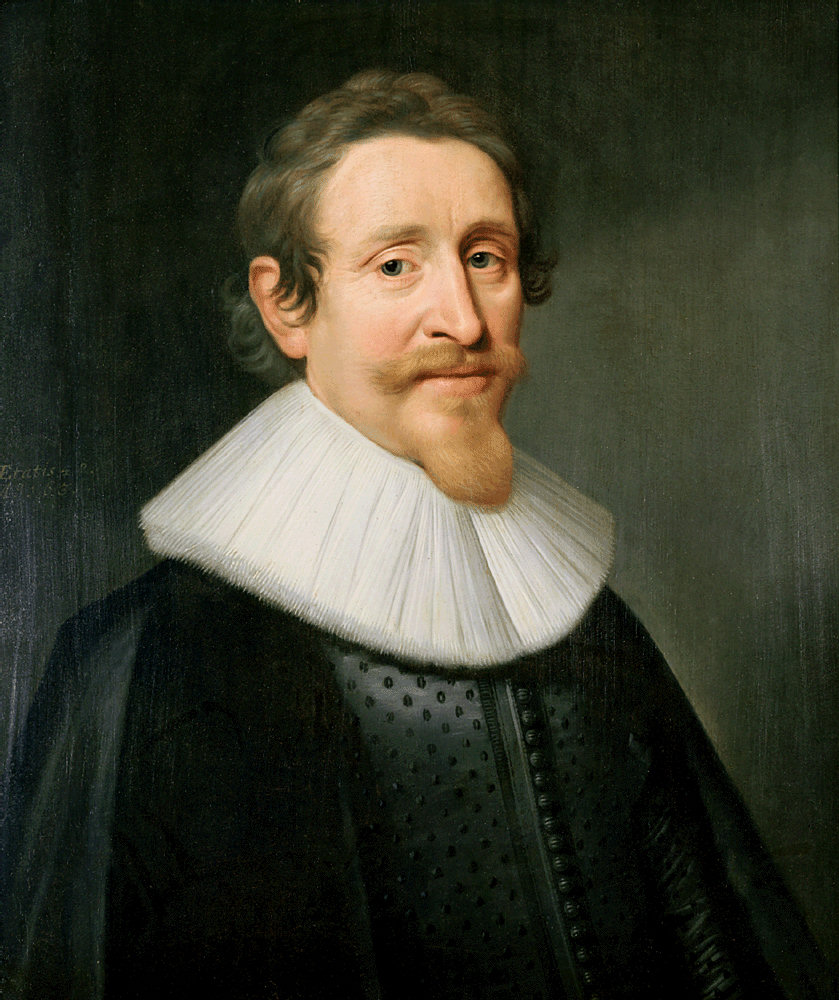
グローティウス（1631年に描かれた絵画）

西ヨーロッパにおける正戦論は、際限のない中世の戦争・暴力という状況から、戦ってもよい戦争と戦ってはいけない戦争を区別し、戦争・暴力の、行使・発生を制限することを目指した知的営為から生まれたものであり、10世紀後半以降にこのような議論が活発となった。
その際、神の命じた戦争の遂行を義務とする旧約的聖戦観念と、ストア派とローマ法に由来する穏健で必要最小限度の暴力行使という原則を結びつけたアウグスティヌスの説が大きな影響力をもった。ただしアウグスティヌスは正戦論の創始者として数えられることは多いものの、その正戦論は未完成なものだったとされる。14世紀までには西欧における正戦論について、一定のコンセンサスが成立した。
正戦論の系譜にある思想家の名としては、アウグスティヌスの他、トマス・アクィナス、フーゴー・グローティウスなどが挙げられ、中でもグローティウスは重要な思想家と看做されている。マイケル・ウォルツァーは現代における正戦論の第一人者と目されている。正戦論についての権威ある歴史学者ジェームズ・ターナー・ジョンソン（James Turner Johnson）によれば、正戦論の起源は古代ギリシャ・ローマにも求められ、アリストテレスやキケロも正戦論の系譜に加えられるとされる。

### 法（jus）
法的には、宗教的要素（キリスト教神学・教会法）と、世俗的要素（復活させたローマ法・騎士の戦闘における慣習ルール）が絡み合って成立。戦っても良い戦争の条件は「戦争のための法（jus ad bellum）」で、交戦時の容認される戦い方は「戦争における法（jus in bello）」で定められた。
「戦争のための法（jus ad bellum）」には、戦争が正しい戦争となるための条件が5つ挙げられている。
1. 正しい理由（攻撃に対する防衛・攻撃者に対する処罰・攻撃者によって不正に奪われた財産の回復）の存在
2. 正統な政治的権威による戦争の発動
3. 正統な意図や目的の存在
4. 最後の手段としての軍事力の行使
5. 達成すべき目的や除去すべき悪との釣り合い

教皇に戦争発動権があると主張する者達は、十字軍を聖戦とみなし、「正しい理由」も3つとも満たした正戦であるとしていた。西欧キリスト教世界において、聖戦論は独自に発展したのではなく、正戦論の一環として議論されていた。
「戦争における法（jus in bello）」には、戦争が正しく行われるための条件を2つ定めている。
1. 戦闘員と非戦闘員の区別（差別原則）
2. 戦争手段と目標との釣り合い（釣り合い原則＝不必要な暴力の禁止）

しかしこの"jus in bello"の遵守は十字軍兵士には求められなかった。西欧の「正戦論」はキリスト教世界内部における戦争の限界を定めたものであり、異教徒や異端者との戦争において遵守する義務が無く、特に「戦争における法」が無視される残虐な戦いが容認された。
しかし時を経て15世紀に入ると、北方十字軍として異教徒（時には非ローマカトリックの正教徒を対象に含んだ）に対する侵攻・殺戮・略奪を行っていたドイツ騎士修道会を、ポーランドのクラクフ大学学長パヴェウ・ヴウォトコヴィツがコンスタンツ公会議において指弾し、教皇主義の立場から異教徒の権利を擁護した（コンスタンツ公会議、1416年）。その後、16世紀にはバルトロメ・デ・ラス・カサスが異教徒であるインディオへのスペインによる虐殺・圧政を非難した事例（バリャドリッド論争、1550年～）も出て来た。

### 正戦と聖戦

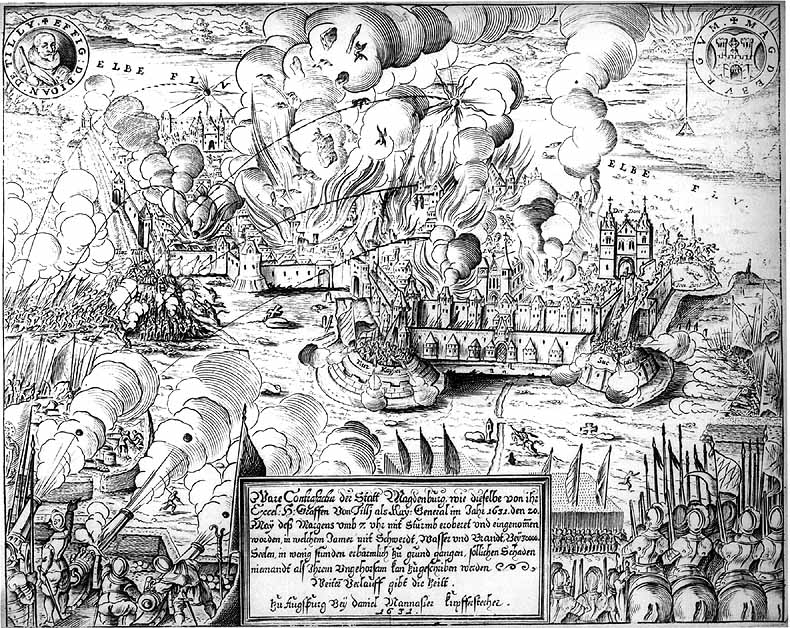
マクデブルクの戦いを描いた絵画。三十年戦争で行われた残虐を示す事例の一つ。

正戦論はできるだけ戦争を限定することにより、戦争の害悪を少なくしようとする理論であると捉えられる。一方、聖戦は非限定戦争になる蓋然性が高くなる。
ジョンソンによれば、聖戦（宗教戦争）には以下4つの特徴がある。
1. 神による直接的、あるいは特別な人間や制度を通した間接的な命令で行われる
2. 宗教の、防衛・拡大・社会秩序の確立を目的とする
3. 宗教共同体と、それに属さない人々との間で行われる
4. 戦うことが義務となっている

1番と2番は正戦論における「戦争発動の正当な権利と正当な理由」に相当するが、3番と4番は聖戦独自のものであり、これにより人員・資源の動因が容易になりやすく、聖戦は非限定戦争になりやすい。また聖戦は善と悪の戦いとなり、支配者がこのような絶対的価値にコミットしているために、相手との妥協が困難になり、交渉による戦争終結が難しくなって無制限な殲滅戦となりやすい。
16世紀の宗教改革以降、西欧でも非限定戦争になる蓋然性が高い宗教戦争＝聖戦が勃発していく。「ドイツが人口のほぼ3分の1を失った」「人類の歴史上最も残酷で破壊的な戦争の一つ」とされる三十年戦争を経験した西欧では、その荒廃への反省から聖戦を否定し、主権国家体制から構成される西欧国際政治の枠組みが形成されるに至った。

### 限定戦争の展開
17世紀後半以降、限定戦争が行われるようになる。しかし「戦争における法」の「差別原則」が考慮されずにこの限定戦争は展開されたため、18世紀の戦争においては、戦闘地域以外の住民は戦争から大した被害を受けなかった一方で、戦闘地域の住民は大きな被害を受けた。第一次世界大戦が勃発するまでの戦争の特徴はこのようなものであった。残酷性・破壊性を持った例外は、共和国の防衛のために喜んで命を捧げる、もしくはそれを求められる人間から構成される国民軍が登場し、絶対善の具体化を国民の多数が国家の中に見出した、フランス革命直後の戦争であった。国家が掲げる絶対善を巡る戦争は第一次世界大戦までは封印されることとなった。

### 20世紀以降の戦争・紛争
工業化の進展と近代国家の成立は、戦争の規模・破壊性を大きくする条件を生じさせた。戦争が起きた時の想定される被害の大きさに対する懸念から、ハーグ陸戦条約も締結された。この条約には伝統的正戦論における「戦争における法」が戦争法規として法典化された。こうした経緯は、伝統的な正戦論の復活とみることも出来る。
このように人道が国際法における原則に取り入れられていった時代であったにもかかわらず、エリック・ホブズボームによれば、20世紀に行われた第一次世界大戦（開戦：1914年）は全体戦争（英語: Total War）であった。
ジョンソンによれば、全体戦争には以下4つの特徴がある。
1. 国民・社会・集団などの最も基本的な抽象的価値を守ることが戦争の正当な理由として掲げられる
2. 戦争に対して集団のメンバーが全面的支援を行う
3. 人的・物的資源を最大限動因する
4. 戦闘における慣習的・法的・道義的抑制が無視される

このような全体戦争の勃発により、宗教戦争を否定した国際政治の舞台に、再度、善と悪という価値を巡る戦争が行われるようになった。
このようにして、本来は「限定された戦争」であった「正戦」が、「正義のために戦わなければならない戦争」と考えられるようになっている。

## キリスト教における事例
- 正戦論はアウグスティヌス以来のキリスト教主流派の説であり、カトリック教会が採ってきた立場でもある[15][16]（但しアウグスティヌスの正戦論は未完成なものであり、正戦論は他にもアクィナスなどの多くの論者によって形成されていったものである[3]）。
- ポリュカルポス、アテナゴラス、テルトゥリアヌスは悪に対抗してはならず、軍役に服すことができないと説いた[16]。
- アレクサンドリアのアタナシオスは「殺人は許されない。しかし、戦争で敵軍を殺すことは合法的であり、賞賛されるべきことである」と主張した[16]。
- 初代教会は財産に対する警戒と平和主義の伝統を持っていたが、4世紀以降に失われたとされることがある[17][16][15]。そうした歴史観から、メノナイト、クエーカー、ブレザレン教会など歴史的平和教会は、平和主義を唱え、4世紀以前の教会を理想と見なしている[16]。
- 日本において、日本基督教団は「日本基督教団より大東亜共栄圏に在る基督教徒に送る書翰」を発表して大東亜戦争は聖戦であると宣言し、これに協力した。日本のカトリック教会も同様に国策に協力した。
- 現代のカトリック教会は、過去唱えられてきた正戦論につき、現代の戦争の様相（科学兵器・核兵器）を鑑み、教皇ヨハネス23世の回勅『パーチェム・イン・テリス』における提唱を以て、正戦論をカトリックの平和論にふさわしくないものであるとしている。

## 正戦論への批判
正戦論が戦争の限定化を志向したものであったとしても、正戦論が戦争の正当化に誤用・利用されていることを懸念する見解、さらには正戦論そのものを批判し正戦論からの脱却を唱える見解も存在する。
また、正戦論は「正義」を「平和」よりも優先させる事態に生じると指摘し、非暴力主義・平和主義の立場からは、正戦論は目的による手段の正当化としての戦争肯定論に過ぎないと看做す見解もある。特にアメリカ同時多発テロ事件以降に、アメリカによって行われる戦争が正戦論によって肯定されていく傾向に懸念を示す見解がある。
斎藤隆夫は反軍演説の中で第一次世界大戦について「ドイツを中心とするところの同盟側、イギリスを中心とするところの連合側、いずれも正義は我に在りと叫んだのでありますが、戦争の結果はどうなったか。正義が勝って不正義が敗けたのでありますか。そうではないのでありましょう。正義や不正義はどこかへ飛んで行って、つまり同盟側の力が尽き果てたからして投げ出したに過ぎないのであります。」「ひとたび国際問題に直面致しますと、キリストの信条も慈善博愛も一切蹴散らかしてしまって、弱肉強食の修羅道に向って猛進をする。」と述べた。